# الجنسانية لدى المتحولين جنسيا
تشمل الجنسانية لدى المتحوّلين جنسيًا جميع الجوانب المرتبطة بالجنسانية لدى الفئات الأخرى، مثل تكوين الهوية الجنسية، وتعلّم كيفية التعامل مع الاحتياجات الجنسية، والعثور على شريك. إلا أنها قد تكون معقّدة بسبب عوامل مثل اضطراب الهوية الجندرية، أو الآثار الجانبية للجراحة، أو التأثيرات الفسيولوجية والنفسية الناتجة عن العلاج الهرموني، أو الجوانب النفسية المرتبطة بالتعبير عن الجنسانية بعد الانتقال الطبي (عملية التحول)، أو الجوانب الاجتماعية المرتبطة بالتعبير عن الهوية الجندرية.

## الميول الجنسية
كان الأطباء يصنّفون تاريخيًا، المتحوّلين جنسيًا وفقًا للميول الجنسية بناءً على الجنس المُسند عند الولادة. أما داخل مجتمع المتحوّلين، فإن مصطلحات الميول الجنسية تُبنى غالبًا على الهوية الجندرية، وتشمل مصطلحات مثل: مثلية، مِثلي، مزدوج الميول، لاجنسي، كوير، وغيرها.

### توزيع الميول الجنسية
في الولايات المتحدة، أظهرت دراسة أُجريت عام 2015 أن المشاركين المتحوّلين جنسيًا عرّفوا أنفسهم بالميول التالية: كوير (21%)، بانسيكشوال (شمولي) (18%)، مِثلي/مثلية أو محب لنفس الجندر (16%)، مغاير جنسيًا (15%)، مزدوج الميول (14%)، ولاجنسي (10%).
وأظهرت دراسة ثانية النتائج التالية: 23% مثلي/مثلية أو محب لنفس الجندر، 25% مزدوج الميول، 4% لاجنسي، 23% كوير، 23% مغاير جنسيًا، و2% اختاروا تصنيفات أخرى.

#### النساء المتحوّلات جنسيًا
أُجريت دراسة عام 2015 وشملت نحو 3,000 امرأة متحوّلة في الولايات المتحدة، تبيّن فيها أن 60% منهن على الأقل ينجذبن إلى النساء، و55% ينجذبن إلى الرجال. أما تصنيفات الميول الجنسية لديهن فكانت كما يلي: 27% عرفن أنفسهن كمثليات أو محبات لنفس الجندر، 20% مزدوجات الميول، 19% مغايرات جنسيًا، 16% بانسسكشوال (شموليات جنسيًا)، 6% لاجنسيات، 6% كوير، و6% لم يُجبن.

#### الرجال المتحوّلون جنسيًا
أفاد الباحث فوستر عن علاقة ناجحة استمرت 15 عامًا بين امرأة ورجل متحوّل جنسيًا خضع لعملية التحوّل في أواخر الستينيات.
واجه الرجال المتحوّلون جنسيًا والمنجذبون للنساء صعوبات في إثبات وجودهم وشرعية هويتهم الجندرية خلال القرن العشرين. فقد حافظ العديد من هؤلاء، مثل عازف الجاز بيلي تيبتون، على خصوصية وضعهم الجندري إلى ما بعد وفاتهم.
كانت الكتب الطبية حتى منتصف العقد الثاني من القرن الحادي والعشرين، تشير إلى أن غالبية الرجال المتحوّلين جنسيًا هم من مغايري التوجه الجنسي (أي ينجذبون للنساء). غير أن استبيانًا أُجري عام 2015 شمل حوالي 2000 رجل متحوّل في الولايات المتحدة أظهر تنوعًا واسعًا في الميول والهويات الجنسية؛ إذ عرف 23% من المشاركين أنفسهم كمغايرين جنسيًا، في حين عرّف الغالبية (65%) أنفسهم بتصنيفات أخرى: كوير (24%)، بانسيكشوال (17%)، مزدوج الميول (12%)، مثلي/محب لنفس الجندر (12%)، لاجنسي (7%)، بينما لم يجب 5%.
كتب الكاتب هنري روبين أن «الأمر تطلّب جهدًا كبيرًا من الناشط المتحوّل والمثلي لو سوليفان كي يتم الاعتراف بأن الأشخاص المتحوّلين من أنثى إلى ذكر قد ينجذبون أيضًا للرجال». أما الكاتب مات كيلي، مؤلف كتاب «أضف الهرمونات فقط: دليل من الداخل لتجربة الترانس - Just Add Hormones: An Insider's Guide to the Transsexual Experience»، فقد استعرض انتقاله «من امرأة مغايرة في الأربعينات من عمرها إلى الرجل المثلي الذي كان يعرف نفسه به دائمًا». ومع مرور الوقت، بدأ الباحثون يعترفون بهذا الواقع، وكتب الطبيب النفسي آيرا بولي في أواخر القرن العشرين: «لم يعد من الممكن الادعاء بأن جميع المتحوّلين من أنثى إلى ذكر هم مغايرون في ميولهم الجنسية (أي منجذبون للنساء)».
ويواجه الرجال المثليون المتحوّلون جنسيًا درجات متفاوتة من القبول داخل المجتمعات المختلفة.

#### الهويات الجندرية المؤنثة (الجندر الثالث)
تناول الطبيب النفسي ريتشارد غرين، في ملحق لكتاب «The Transsexual Phenomenon ظاهرة المتحوّلين جنسيًا» (عام 1966) لهاري بنجامين، فئة من الأشخاص الذين وُلدوا بجنس ذكري ولكنهم تبنّوا أدوارًا جندرية أكثر أنوثة. جادل غرين في هذا العرض العام الواسع بعنوان «Transsexualism: Mythological, Historical, and Cross-Cultural Aspects التحوّل الجنسي: الجوانب الأسطورية والتاريخية وعبر الثقافات»، بأن أفراد هذه الفئات لا يختلفون نفسيًا عن النساء المتحوّلات جنسيًا في الغرب الحديث. إذ يشتركون في صفات مثل الأنوثة المبكرة، والأنوثة المستمرة في مرحلة البلوغ، والانجذاب إلى الرجال الذكوريين.
أما الهجرا في شبه القارة الهندية، فهم أشخاص وُلدوا ذكورًا ولكنهم عاشوا أدوارًا جنسية و/أو جندرية أنثوية، وخضعوا أحيانًا لعملية إخصاء. ويتبنون دورًا أنثويًا في المجتمع عند البلوغ، لكنهم عادةً لا يعرّفون أنفسهم كذكور أو إناث، بل يفضلون مصطلح «هجرا» كهوية جندرية خاصة. وغالبًا ما يظهر تعبيرهم الأنثوي منذ الطفولة، ويكون انجذابهم الجنسي عند البلوغ موجّهًا نحو الرجال الذكوريين.
وُجدت فئة تُعرف بـ المخنثين في الثقافة العربية والإسلامية، وهم أفراد متحوّلون جندريًا من أتباع الدين الإسلامي وأصول عربية، وكانوا متواجدين في المدينة المنورة ومكة خلال وبعد عهد النبي محمد. وقد نقل ابن عبد البر، عن أحد الصحابة الذين عرفوا نفس المخنث الذي عرفه النبي، قوله: «إن كان على هذه الهيئة، فهو لا يرغب بالنساء ولا ينتبه لهن، وهو ممن لا حاجة له في النساء، وقد أُذن له بالدخول عليهن». ومع ذلك، فقد وُثّق أن أحد المخنثين في المدينة المنورة في زمن النبي كان قد تزوّج من امرأة.

## الوضع الثقافي
تختلف السلوكيات الجنسية والأدوار الجندرية خارج الثقافات الغربية من مجتمع إلى آخر، مما يؤثّر على مكانة الأفراد ذوي الهوية الجندرية المتنوعة داخل تلك الثقافة. فعلى سبيل المثال، يتمتّع الـ«نادليهي» في مجتمع نافاجو الأمريكي الشمالي بمكانة طقسية محترمة، بينما يواجه الـ«كاتوي» في تايلاند قدرًا أكبر من الوصمة الاجتماعية.
أما في إيران، فعلى الرغم من وجود قبول نسبي لعمليات التحوّل الجنسي، إلا أن المجتمع هناك يظل متمسكًا بنظام مغاير الجنس (مغاير الميول) كقيمة سائدة. ونظرًا لأن المثلية الجنسية تُعاقب بالإعدام، فإن من الشائع أن يرتبط الرجل المتحوّل جنسيًا (FTM) بامرأة، وأن ترتبط المرأة المتحوّلة جنسيًا (MTF) برجل، حفاظًا على الامتثال لمعايير المجتمع المغايرة جنسيًا.

## الممارسات الجنسية
كانت مجلة Fucking Trans Women، التي نشرتها ميرا بيلوذر بشكل مستقل عام 2010، عملًا مفصليًا ركّز على وجهات نظر وتجارب النساء المتحولات، وقد وُصفت في مجلة Sexuality & Culture بأنها «دليل شامل حول جنسانية النساء المتحولات». ركّزت المجلة على الأفعال الجنسية الممكنة باستخدام القضيب في حالة الارتخاء، وعلى التوصيل العصبي في مناطق الأعضاء التناسلية لدى النساء المتحولات غير الخاضعات لعملية جراحية أو علاج ما قبل العملية.
كما أطلقت بيلوذر وعمّمت اسم ممارسة تُعرف بـ«المَفِّينغ» (muffing)، والتي تعتمد على تحفيز القنوات الأربية عبر كيس الصفن الضامر، ما قد يوفر لأولئك اللواتي يعانين من اضطراب الهوية الجندرية مع أعضائهن التناسلية وسيلة للإيلاج من الأمام دون الحاجة لاختراق المهبل أو تغييره جراحيًا.
أما في ما يخص الرجال المتحولين، فقد كتب الباحث في الدراسات الثقافية ج. ر. لاثام أول تحليل شامل لممارساتهم الجنسية في مجلة Sexualities.
ورغم قلّة الأعمال الوثائقية التي تتناول الحياة الجنسية للأشخاص المتحولين، يعمل المخرج توباي هيل-ماير منذ عام 2013 على سلسلة من المشاريع تحت عنوان Doing it Again، تسلط الضوء على هذه الجوانب الحميمة في حياتهم.
كما لا تزال الأبحاث حول السلوك والخبرة الجنسية مستمرة، ومنها دراسة أُجريت في إسبانيا عام 2020 تناولت الصحة والسلوك الجنسي لدى 260 مشاركًا.